# Aéroport international de Rangoun
L'aéroport international de Rangoun (code IATA : RGN • code OACI : VYYY) a été construit en 1947 par la Calcutta Metropolitan Airports Authority. À l'époque, il était considéré comme le meilleur d'Asie du Sud-Est.
Pendant la Seconde Guerre mondiale, l'aérodrome était une base aérienne de la Royal Air Force britannique, connue sous le nom de « RAF Mingaladon ».
Après des années d'abandon, le gouvernement birman a confié en 2005 à Asia World Group la construction d'un nouveau terminal, ouvert en mai 2007, qui portait les capacités de l'aéroport à cinq avions par heure et 2,7 millions de passagers par an. La piste a également été allongée à 3 414 mètres et un nouveau taxiway est en construction[Quand ?] pour accueillir de plus gros porteurs.

## Localisation

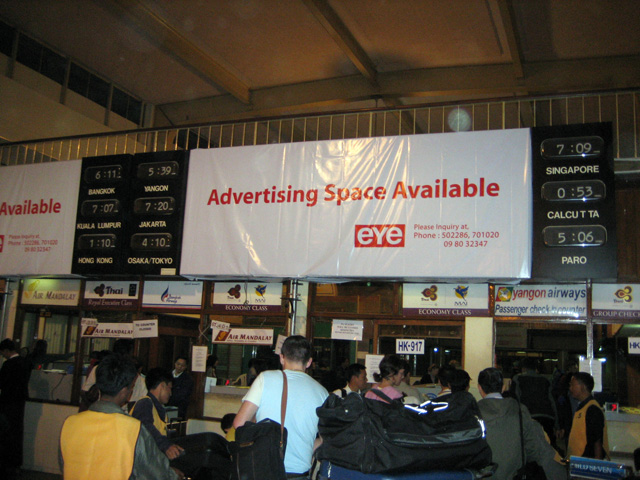
Hall de départ de l'aéroport international de Rangoun (2005).

| Bhamo Îles Coco Dawei Hanthawaddy Heho Homalin Hpa-An Kalaymyo Kawthaung Kengtung Khamti Ann Kyaukpyu Kyauktu Lashio Loikaw Magway Mandalay Mawlamyaing Monghsat Monywa Myeik Myitkyina Naypyidaw Bagan · Nyaung U Pakokku Pathein Pauk Putao Sittwe Tachilek Thandwe Rangoun |

## Compagnies et destinations
| Compagnies                              | Destinations |
| --------------------------------------- | --- |
| 9 Air                                   | Canton-Baiyun |
| AirAsia                                 | Kuala Lumpur |
| Air China                               | Pékin-Capitale, Chengdu-Shuangliu, Kunming-Changshui |
| Air India                               | Delhi-Indira Gandhi, Gaya, Calcutta-N. S. C. Bose |
| Air KBZ                                 | Bagan/Nyaung-U, Chiang Mai, Tavoy (en), Heho, Kalaymyo (en), Kawthaung (en), Kengtung (en), Lashio (en), Mandalay, Myitkyina (en), Naypyidaw, Sittwe (en), Thandwe (en) |
| Air Thanlwin (opéré par) Yangon Airways | Bagan/Nyaung-U, Tavoy (en), Heho, Kengtung (en), Mandalay, Myeik (Mergui), Myitkyina (en), Naypyidaw, Tachilek (en) |
| All Nippon Airways                      | Tokyo-Narita |
| Asian Wings Airways                     | Bagan/Nyaung-U, Tavoy (en), Heho, Kawthaung (en), Kengtung (en), Mandalay, Myeik (Mergui), Tachilek (en) |
| Bangkok Airways                         | Bangkok-Suvarnabhumi, Chiang Mai |
| Biman Bangladesh Airlines               | Dacca-Shah Jalal |
| Cathay Dragon                           | Hong Kong |
| China Airlines                          | Taïwan-Taoyuan |
| China Eastern Airlines                  | Canton-Baiyun, Hohhot, Kunming-Changshui, Nanning, Shanghai-Pudong, Wuhan En saison - charter : Changzhou, Nankin |
| China Southern Airlines                 | Canton-Baiyun, Haikou, Shenzhen-Bao'an |
| flydubai                                | Dubaï, Krabi |
| Golden Myanmar Airlines                 | Bagan/Nyaung-U, Heho, Mandalay, Naypyidaw, Thandwe (en) |
| Hainan Airlines                         | Chongqing-Jiangbei |
| IndiGo                                  | Calcutta-N. S. C. Bose |
| JC International Airlines               | Guiyang, Phnom Penh |
| Jetstar Asia Airways                    | Singapour-Changi |
| Korean Air                              | Séoul-Incheon |
| Kunming Airlines                        | Kunming-Changshui |
| Malaysia Airlines                       | Kuala Lumpur |
| Malindo Air                             | Kuala Lumpur |
| Mann Yatanarpon Airlines                | Bagan/Nyaung-U, Heho, Kengtung (en), Mandalay, Myitkyina (en), Tachilek (en), Thandwe (en) |
| Myanmar Airways International           | Bangkok-Suvarnabhumi, Canton-Baiyun, Calcutta-N. S. C. Bose, Mandalay, Séoul-Incheon, Singapour-Changi - En saison : Gaya - En saison - charter : Hangzhou-Xiaoshan, Nankin, Ningbo |
| Myanmar National Airlines               | - Ann, - Bagan/Nyaung-U, - Bangkok-Suvarnabhumi, - Chengdu-Shuangliu, - Chiang Mai, - Tavoy (en), - Heho, - Hong Kong, - Kawthaung (en), - Khamti (en), - Kengtung (en), - Kyaukpyu (en), - Lashio (en), - Loikaw (en), - Magway (en), - Mandalay, - Maulmyine (en), - Myeik (Mergui), - Myitkyina (en), - Naypyidaw, - Pathein, - Phuket, - Putao (en), - Singapour-Changi, - Sittwe (en), - Tachilek (en), - Thandwe (en) En saison - charter : Gaya |
| Neos                                    | En saison : Milan-Malpensa, Phú Quốc |
| Nok Air                                 | Bangkok-Don Muang |
| Qatar Airways                           | Doha-Hamad |
| Qingdao Airlines                        | Hangzhou-Xiaoshan, Ningbo |
| Ruili Airlines                          | Dehong Mangshi |
| Sichuan Airlines                        | Chengdu-Shuangliu, Hangzhou-Xiaoshan, Xi'an-Xianyang |
| SilkAir                                 | Singapour-Changi |
| Singapore Airlines                      | Singapour-Changi |
| Spring Airlines                         | Shanghai-Pudong |
| Thai AirAsia                            | Bangkok-Don Muang |
| Thai Airways                            | Bangkok-Suvarnabhumi |
| Thai Lion Air                           | Bangkok-Don Muang |
| Thai Smile                              | Bangkok-Suvarnabhumi |
| Vietjet Air                             | Hanoï-Nội Bài |
| Vietnam Airlines                        | Hanoï-Nội Bài, Hô Chi Minh Ville (Tân Sơn Nhất) |
| XiamenAir                               | Xiamen-Gaoqi |

Édité le 16/05/2020

## Cargo
- Atran Cargo Airlines (Moscou)